# Simone Scuffet
Simone Scuffet, né le 31 mai 1996 à Udine, est un footballeur international italien, qui évolue au poste de gardien de but au Pise SC.

## Biographie

### Caractéristiques techniques
Considéré comme un des jeunes les plus prometteurs de sa génération, il est comparé à Gianluigi Buffon pour sa précocité, ayant comme lui commencé en Serie A à 17 ans,. Il est loué pour sa réactivité et ses réflexes,,, ainsi que pour son assurance lors de ses sorties,. Son modèle est l'ancien gardien de l'Udinese Samir Handanovič.

### Carrière en club
Formé par la Primavera du grand club de sa ville natale, l'Udinese, il est intégré dans l'équipe première au début de la saison 2013-14.
Il devient le premier joueur frioulan de souche à endosser le maillot bianconero, plus de vingt ans après Fabio Rossitto,, et fait ses grands débuts en Serie A le 1er février 2014 à 17 ans, lors d'une victoire à l'extérieur 0-2 contre Bologne, remplaçant le gardien titulaire Željko Brkić blessé. À la suite de prestations convaincantes, il reste titulaire même après le retour de blessure de Brkić.
Le 7 janvier 2025, Scuffet a été prêté à Naples pour le reste de la saison.

### Carrière en sélection
Avec l'équipe d'Italie des moins de 17 ans, il participe au championnat d'Europe des moins de 17 ans en 2013. Lors de cette compétition, il officie comme gardien titulaire et joue cinq matchs. L'Italie s'incline en finale face à la Russie après prolongation. Scuffet encaisse sept buts lors de cette compétition.
Il dispute ensuite quelques mois plus tard la Coupe du monde des moins de 17 ans. Lors de cette compétition organisée aux Émirats arabes unis, il est de nouveau tituliare et joue quatre matchs. L'Italie s'incline en huitièmes de finale face au Mexique. Scuffet encaisse quatre buts et se distingue comme l'un des meilleurs joueurs de la sélection azzurra,. Du 10 au 12 mars 2014, il prend part à un stage avec Cesare Prandelli, sélectionneur de l'équipe d'Italie, organisé afin de voir de jeunes joueurs avant la coupe du monde 2014,.
Avec les espoirs, il participe au championnat d'Europe espoirs en 2017, mais en restant sur le banc des remplaçants. L'Italie s'incline en demi-finale face à l'Espagne.
Il est convoqué pour la première fois en équipe d'Italie par le sélectionneur national Giampiero Ventura, pour un match amical contre Saint-Marin le 31 mai 2017. La rencontre se solde par une très large victoire sur le score de 8-0.